# Stauros Vasilantōnopoulos
Stauros Vasilantōnopoulos (in greco Σταύρος Βασιλαντωνόπουλος?; Aigio, 28 gennaio 1992) è un calciatore greco, difensore del Kalamata.

## Palmarès

### Club

#### Competizioni nazionali
- Coppa di Grecia: 1

AEK Atene: 2015-2016